# ملعب الباسل (السويداء)
ملعب كرة قدم سوري يستخدم في مباريات كرة القدم ويعتبر المعقل الاساسي ل نادي العربي الذي ينافس في الدوري السوري الدرجة الاولى وهو جزء من مدينة الباسل الرياضية في السويداء .

## مدينة الباسل الرياضية في السويداء
المساحة الإجمالية: تمتد المدينة على مساحة 323 دونماً
```
وتضم المنشأة ما يلي:
```

- - الاستاد: سعة 18000 متفرج المساحة 43 دونمامجهزا بمضمار حسب المواصفات الدولية
- - الصالة الرياضية المغلقة سعة 3000 متفرج .
- - مبنى النادي الاجتماعي سعة 250 شخصا .
- - المسبح المغطى بسقف متحرك .
- - المسابح المكشوفة (مسبح اولمبي- مغطس أولمبي- مدرج ومسبح أطفال).
- - الملاعب المكشوفة لكرات الطائرة والسلة واليد والتنس .
- - صالات التدريب الخارجية.
- - ملعب كرة قدم تدريبي وصالات تدريب مع متماتها.
- - فندق أربع نجوم سعة 250 سرير .[1]